# Гелена Нормантон
Гелена Флоренс Нормантон (англ. Helena Florence Normanton, 14 грудня 1882 — 14 жовтня 1957) — британська адвокатка, редакторка, феміністка. Перша в Сполученому Королівстві жінка на посаді баристера. У листопаді 1922 року стала другою після Айві Вільямс жінкою, яка одержала кваліфікацію адвоката, що має право представляти справу в суді вищої інстанції. В шлюбі не змінила прізвище, і в 1924 році стала першою в Британії одруженою жінкою з дошлюбним прізвищем у паспорті. У жовтні 2021 року на її честь встановлено синю табличку на стіні її будинку в Лондоні.

## Ранні роки та освіта
Народилася на Іст-Енді у сім'ї майстра фортепіано Вільяма Нормантона та Джейн Амелії (до шлюбу Маршалл). У 1886 році, коли Гелені було чотири, її батько загинув у залізничному тунелі. Можливо, її мати вже до цього розлучилася з чоловіком, що на той час не надто схвалювалося суспільством. Мати самотужки виховала Гелену та її молодшу сестру Етель, здаючи кімнати в сімейному будинку у Вулвічі дружинам офіцерів, після чого переїхала до Брайтона, де відкрила продуктову крамницю, а згодом — пансіон.
У 1896 році Гелена Нормантон виграла стипендію на навчання в брайтонській науковій школі Йорк-Плейс, де мала високу академічну успішність. До випуску зі школи в липні 1890 року вже стажувалася як вчителька. Після смерті матері доглядала за сестрою та допомагала керувати сімейним пансіоном.
З 1903 по 1905 роки навчалася на педагогічному факультеті в університеті Едж-Гілл у Ліверпулі. Також заочно вивчала сучасну історію в Лондонському університеті, отримавши диплом з відзнакою. Вивчала французьку мову, літературу та історію в університеті Бургундії. Викладала історію в університеті Глазго та Лондонському університеті, а також почала порушувати феміністичні теми, говорячи та пишучи про них. Була репетиторкою для синів члена парламенту від Ліберальної партії барона Моріса де Фореста. Виступала на зібраннях Ліги за свободу жінок і підтримувала Індійський національний конгрес.

## Юридична кар'єра
У книзі «Право для жінок на кожен день» («Everyday Law for Woman») Нормантон описала мить, коли вона вирішила стати баристеркою. Там сказано, що коли їй було 12, вона з мамою ходила до адвокатської контори, але марно, бо мати не могла нічого зрозуміти з порад юриста. Нормантон трактувала цей випадок як наслідок дискримінації жінок і прагнула, щоб усі жінки отримували доступ до юридичної освіти, яка на той час була дозволена виключно чоловікам. У своїй книзі Нормантон розмірковує:
Мене досі обурює те, що жінки мають величезні проблеми в будь-якій справі через незнання елементарних юридичних дрібничок, на яких більшість чоловіків знається.
Нормантон прагнула стати баристеркою з юного віку. Її заяву на навчання в Почесному товаристві Міддл-Темпл у 1918 році було відхилено, через що вона подала петицію до Палати Лордів. 24 грудня 1919 року за кілька годин після набуття чинності Закону про ліквідацію дискримінації за ознакою статі повторно подала заяву, і на цей раз спільнота прийняла її. У 1921 році вступила в шлюб з Гевіном Боуменом Вотсоном Кларком, але з професійних міркувань залишила дошлюбне прізвище. У 1924 році стала першою одруженою жінкою в Британії, яка отримала паспорт на своє дошлюбне прізвище.
У листопаді 1922 року Нормантон стала другою жінкою в країні, що отримала кваліфікацію юриста в суді вищої інстанції. Першою її отримала Айві Вільямс у травні 1922 року. Нормантон також була першою жінкою, яка добилася розлучення для клієнта, керувала стороною обвинувачення у справі про вбивство, провела судове слідство в Америці та виступила у Високому суді й Олд-Бейлі. У 1949 році Гелена Нормантон разом із британською баристеркою Роуз Гейлброн стали першими жінками на посаді королівського адвоката в англійському суді.

## Фемінізм
Гелена Нормантон брала участь у кампаніях за права жінок та жіноче виборче право. Вона також вважала, що в подружжі жінка та чоловік мають володіти своїми коштами та майном окремо.

У липні 1929 року, через 10 років після запровадження Закону про ліквідацію дискримінації за ознакою статі, Нормантон виступила на сьомій щорічній конференції Жіночого інженерного товариства разом з архітекторкою Едною Мослі та професоркою Вініфред Калліс, яка була першою жінкою на посаді викладача в медичній школі. У своїй промові Нормантон зазначала:
У цій країні працює більше сотні жінок-адвокаток, і більшість з них справжні майстрині своєї справи. Я не кажу, що треба бойкотувати чоловіків у різних сферах, але жінки принаймні мають брати в цих галузях участь. Становище жінок було невизначеним. Вони могли стати інженерками, але не служительками церкви. Вони не мали доступу до священних дверей фондової біржі чи Палати Лордів. Вони могли стати міністрами, але не послами. Коли жінці забороняли мати посаду, до якої в неї хист, усе жіноцтво почувалося знеціненим.
Нормантон була почесною юридичною радницею Жіночого інженерного товариства з 1936 до 1954 року.
Проводила кампанію щодо реформи системи розлучень та була президенткою Асоціації одружених жінок до 1952 року, коли інші посадовці подали у відставку через її офіційну записку до Королівської комісії з питань розлучень, яку вони розцінили як «античоловічу». Тоді Нормантон створила окрему організацію — Раду одружених жінок.
Заснувала Товариство Великої хартії вольностей. Усе життя була пацифісткою і підтримувала кампанію за ядерне роззброєння, виступаючи проти застосування ядерної бомби після Другої світової війни.

## Спадок
У 1957 році Гелена Нормантон стала першою людиною, яка залишила спадок Університету Сассекса (який відкрився в 1961 році), і була визнана однією з його засновників-спонсорів. Вона писала: «Я роблю цей дарунок на знак вдячності за все, чого Брайтон навчив мене, коли я залишилась сиротою». У 2015 році на її честь в Університеті Сассекса створили Товариство імені Гелени Нормантон, а в 2017 році там же заснували Докторську стипендію імені Гелени Нормантон.
Архіви Гелени Нормантон зберігаються в Жіночій бібліотеці при бібліотеці Лондонської школи економіки.
У лютому 2019 року 218 баристерських палат перейменувалися на її честь. Це стало першим випадком, коли баристерські палати назвали на честь жінки.
У 2020 році баристерка Карлія Ликургоу заснувала першу компанію з пошиття суддівського одягу для жінок, оскільки значну частину наявних моделей було незручно та непрактично носити. Вона назвала її Ivy & Normanton, на честь Айві Вільямс та Гелени Нормантон.
У квітні 2021 року благодійний фонд «Англійська спадщина» оголосив, що Нормантон стала однією з шести жінок, яких вшановано синьою табличкою. У жовтні 2021 року цю меморіальну дошку на стіні будинку № 22 на Мекленбурзькій площі в Блумзбері урочисто відкрила британська суддя Бренда Гейл. Саме там Нормантон проживала з 1919 по 1931 рік на початку своєї юридичної кар'єри.
У червні 2022 року після кампанії, проведеної місцевими підлітками, що зацікавились діяльністю Гелени Нормантон, на її честь встановили ще одну синю табличку на будинку № 4 на вулиці Кліфтон-Плейс у Брайтоні, де юристка проводила свої юні роки в 1890-х.